# Hogeschool der Kunsten Den Haag
De Hogeschool der Kunsten Den Haag (voorheen: Hogeschool van Beeldende Kunsten, Muziek en Dans) is in 1990 te Den Haag opgericht als overkoepelende organisatie van twee onderwijsinstellingen, te weten: het Koninklijk Conservatorium en de Koninklijke Academie van Beeldende Kunsten.

## Ontstaan
De ontstaansgeschiedenis gaat terug tot 29 september 1682, toen de Haagsche Teeken-Academie werd gesticht door enkele vooraanstaande kunstenaars. Hieruit kwam later de Koninklijke Academie van Beeldende Kunsten voort. Het Koninklijk Conservatorium werd als Koninklijke Muziekschool door koning Willem I gesticht op 7 april 1826 en gevestigd in Den Haag.
Als gevolg van een door de overheid gestimuleerde schaalvergroting in het hoger beroepsonderwijs gingen in 1990 de Koninklijke Academie van Beeldende Kunsten (KABK) en het Koninklijk Conservatorium (KC) over tot een fusie. Door samen verder te gaan als deel van een overkoepelende organisatie, genaamd Hogeschool van Beeldende Kunsten, Muziek en Dans, kon worden voldaan aan de door het Rijk gewenste minimum omvang. Binnen de nieuwe organisatie gingen de oude instellingen verder als faculteit en konden daarbij hun eigen naam en eigen identiteit behouden. In 2010 werd de naam van de overkoepelende organisatie veranderd naar Hogeschool der Kunsten Den Haag. In het buitenland noemt de hogeschool zich University of the Arts The Hague, omdat de hogeschool, als erkende Nederlandse instelling voor hoger beroepsonderwijs, zich mag beschouwen als gelijkstaand aan een University of Applied Sciences.

## Faculteiten en interfaculteiten

### Faculteiten
De Hogeschool der Kunsten Den Haag telt twee faculteiten:
- Faculteit Beeldende Kunst en Vormgeving, ofwel de Koninklijke Academie van Beeldende Kunsten
- Faculteit Muziek en Dans, ofwel het Koninklijk Conservatorium

### Interfaculteiten
Naast de faculteiten bestaan twee interfaculteiten, die functioneren als gedeelde voorzieningen:
- ArtScience (vertaald: kunstwetenschappen), opgericht 1990 als Interfaculteit voor Beeld en Geluid, biedt een interdisciplinair bachelor- en masterprogramma dat op nieuwsgierigheid gebaseerd onderzoek stimuleert als een benadering voor het maken van kunst.[2]
- School voor Jong Talent, opgericht in 1956 voor jong artistiek talent (vanaf basisschool groep 7) dat van dans, muziek of beeldende kunst een beroep wil maken. Een toelatingsexamen bepaalt de toegang.[3]

## Samenwerkingsverband

### Academy of Creative and Performing Arts
In 2001 heeft de Universiteit Leiden samen met Hogeschool der Kunsten Den Haag de Academy of Creative and Performing Arts (ACPA) opgericht. Deze academie van creatieve en beeldende kunsten, welke formeel valt onder de Faculteit der Geesteswetenschappen, legt zich toe op onderzoek in en naar de kunsten, geeft onderwijs aan academici en organiseert culturele evenementen op het gebied van raakvlakken van kunst en kennis. Van 2001 tot 2018 hebben er 47 promoties plaatsgevonden via doctoraatsopleidingen in muziek dan wel in beeldende kunst en design.

Engelstalig logo van de Hogeschool der Kunsten Den Haag

## Bestuur en toezicht
Beide faculteiten (KABK en KC) hebben een eigen directeur, die gezamenlijk het College van Bestuur vormen. Marieke Schoenmakers (KABK) is voorzitter en Henk van der Meulen (KC) is vicevoorzitter. De hogeschool bezit een Raad van Toezicht, die het beleid van het College van Bestuur en de algemene gang van zaken in de gaten houden. Daarnaast ondersteunen de leden het College van Bestuur onder meer met adviezen. Het lidmaatschap van de Raad van Toezicht is niet geheel onbezoldigd. In 2017 ontvingen de leden voor hun werkzaamheden elk een vergoeding van € 3.800,- plus een onkostenvergoeding.